# Luba-Kasai
Luba-Kasai är ett Niger-Kongospråk med 6,3 miljoner talare (1991) i Kongo-Kinshasa, speciellt i Kasaï-Occidental och Kasaï-Oriental. Det finns betydande dialektala skillnader mellan de två regionerna.